# 孔湾镇
孔湾镇，是中华人民共和国湖北省襄阳市宜城市下辖的一个乡镇级行政单位。

## 行政区划
孔湾镇下辖以下地区：
孔湾社区、许岗村、刘湾村、江坡村、台子岗村、杜岗村、钟岗村、太山庙村、龚河村、石桥头村、王淌村和吕岗村。